# Polina Jurczenko
Polina Jurczenko (ur. 20 sierpnia 1993) – rosyjska lekkoatletka specjalizująca się w skoku w dal. 
Brązowa medalistka mistrzostw Europy juniorów (2011) w Tallinnie. 
Rekordy życiowe: stadion – 6,51 (25 czerwca 2013, Czeboksary); hala – 6,27 (11 lutego 2012, Wołgograd). 

## Osiągnięcia
| Rok  | Impreza                        | Miejsce   | Pozycja    | Wynik |
| ---- | ------------------------------ | --------- | ---------- | ----- |
| 2011 | Mistrzostwa Europy juniorów    | Tallinn   | 3. miejsce | 6,11  |
| 2012 | Mistrzostwa świata juniorów    | Barcelona | 9. miejsce | 6,33  |
| 2013 | Młodzieżowe mistrzostwa Europy | Tampere   | 4. miejsce | 6,49w |